# Tibin (Koupéla)
Pour les articles homonymes, voir Tibin.
Tibin est une localité située dans le département de Koupéla de la province du Kouritenga dans la région Centre-Est au Burkina Faso. 

## Santé et éducation
Les centres de soins les plus proches de Tibin sont le centre de santé et de promotion sociale (CSPS) et le centre médical avec antenne chirurgicale (CMA) de Koupéla.
Le village possède une école sous paillote.